# Ama (ätt)
Ama eller Hama var en medeltida stormannaätt från Östergötland, som i äldre litteratur också kallas Stengavel eller Stengafvel. På fädernet härstammade ätten från Folke jarl som stupade i slaget vid Gestilren 1210. Ätten dog ut omkring 1360 på både svärds- och spinnsidan. Ättens vapen är en av stengavlar i blått och guld styckad sköld.
Holmger Folkesson var son till Folke Jarl. Han nämns möjligen redan 1248 men säkert från 1250 och tituleras då dominus. Han nämns som levande ännu 1254. Han var gift med Kristina Fastadotter (växt) till Landsjö som levde ännu 1289. De är begravda i Alvastra kloster.
1. Lars
2. Sonen Ulf Holmgersson nämns tidigast 1276 och kallas då riddare. Han nämns som riksråd 1288 och som levande ännu 1290. Han var först gift med Cecilia Haraldsdotter, dotter till Harald Gudmundsson (vingad lilja). De hade fyra söner. 1284 fick Ulf Holmgersson påvligt tillstånd att gifta sig med sin brylling Elena. Med henne fick han tre döttrar och en son.
  1. Harald. Var 1293 kanik i Linköping. Ägde jord i Tjusts hd i Småland och dog senast 1305.
  2. Holmger Ulfsson (d. ä.) eller Holmger Ama, 1291—1307, riddare. 
    1. Dotter (okänd mor):
    2. Kristina Holmgersdotter.

  3. Karl. Endast nämnd 1305. Möjligen är detta namn endast en felskrivning för Folke, eftersom denne ej 1305 men däremot 1307 förekommer vid uppräkning av Ulf Holmgerssons söner.
  4. Folke Ulfsson, 1307—1321. 
    1. Margareta. Nämnes endast 1313, möjligen född i moderns tidigare äktenskap.
    2. Cecilia. Nämnd 1313—1321. Möjligen gift med Magnus Karlsson (stjärna, Vinäsätten), som 1321 beseglade Folke Ulfssons testamente, ty av ett brev av år 1370 framgår, att en Magnus Karlsson (stjärna) i Vinäs i Eds socken i Tjust hade en son med det för ätten Ama karakteristiska namnet Holmger, och Magnus Karlsson var troligen fader till den Nils Magnusson i Vinäs, som 1360 ägde jord såväl i det ovannämnda Glänås som i Hundkärr i Eds socken i Småland, där Folke Ulfsson hade ägt jord.

  5. Lars Ulfsson (Ama) (död efter 1350) riddare, riksråd och lagman i Södermanland
    1. Katarina. Ingavs 1323 i Vårfruberga kloster.
    2. Helena Larsdotter. Uppträder tidigast 1335. Levde ännu 1359 och blev senast 31.10 1338 gift med sedermera riddaren Jon Knutsson (Aspenäsätten), vilken nämnes som levande 1335—1357.
    3. Ulf Ama eller Ulf Hama. Uppträder 1335 — 1342.
    4. Holmger Ama. Uppträder 1342—1359. Hans sätesgård var 1358 Ärnäs i Kärnbo sn i Selebo hd i Södermanland, och han ägde även jord i Öknebo hd i samma landskap. Ärnäs innehades efter hans död av hans systerson Bengt Jonsson (Aspenäsätten).
    5. Kristina. Uppträder tidigast 1335, levde 1342 och troligen ännu 1346. Blev, efter att förut ha varit gift med en riddare, senast 1334 gift med Birger Algotsson (Hjorthorn, Algot Jonssons ätt), som uppträder 1326—1352.
    6. Flera barn. Dog senast 1342 och begravdes i Alvastra kloster.

  6. En till namnet okänd dotter gift med Torkel Andersson (delad sköld, senare båt)
  7. Holmger Ulfsson (d.y.), 1304—1311.
    1. Ulf Holmgersson. Erhöll 30.8 1331 Alunda prebende i Uppsala och var redan förut kanik i Västerås. Dog mellan 5.4 och 30.5 1335 och begravdes i Uppsala domkyrka. Ägde gods bl. a. i Olands och Ärlinghundra härad i Uppland samt i Västerrekarne härad i Södermanland.
    2. Karl. Levde 1323 men dog senast 1335 och begrovs i dominikanklostret i Strängnäs.

  8. En till namnet okänd dotter gift med riddaren Birger Magnusson (Magnus Marinasons ätt)
  9. Katarina. Var 1338 gift med riddaren Ulf Magnusson (Lejonbalk).